# Lanciere (cacciatorpediniere 1939)
Il Lanciere è stato un cacciatorpediniere della Regia Marina.

## Storia
All'inizio della seconda guerra mondiale faceva parte della XII Squadriglia Cacciatorpediniere, che comprendeva i gemelli Carabiniere, Corazziere ed Ascari. Per alcuni periodi fu distaccato con funzioni di scorta presso la IV Divisione incrociatori. Successivamente divenne caposquadriglia di tale formazione.
Nella notte precedente la dichiarazione di guerra, tra il 9 ed il 10 giugno 1940, effettuò una missione di posa di mine tra le isole di Lampedusa e Kerkennah insieme al Corazziere, agli incrociatori Da Barbiano e Cadorna ed alle torpediniere Polluce e Calipso.
L'11 giugno fu inviato in perlustrazione nel Canale di Sicilia insieme al resto della XII Squadriglia, alla XI Squadriglia Cacciatorpediniere (Artigliere, Aviere, Geniere, Camicia Nera), alla III Divisione (incrociatori pesanti Trento, Pola, Bolzano) ed alla VII (incrociatori leggeri Attendolo e Duca d’Aosta).
Il 7 luglio, alle 18.40, lasciò Augusta insieme alle unità sezionarie ed all'incrociatore pesante Pola, congiungendosi poi con il resto della II Squadra Navale (Divisioni incrociatori I, II, III e VII per un totale di 10 unità e squadriglie cacciatorpediniere IX, X, XI e XIII) che, dopo aver funto da forza di appoggio ad un'operazione di convogliamento per la Libia, si unì alla I Squadra e partecipò alla battaglia di Punta Stilo del 9 luglio: durante il ripiegamento della flotta italiana in tale scontro, la XII Squadriglia fu inviata, con le altre, al contrattacco silurante, ma alle 16.22 il Lanciere, avendo la visuale disturbata dalle cortine fumogene, decise di non attaccare (lo fecero invece, senza risultato, l’Ascari ed il Corazziere); alle 16.45, mentre si ritirava, avvistò alcune navi a nord e le attaccò, senza successo, con il lancio di tre siluri.
Tra il 30 luglio ed il 1º agosto fornì scorta indiretta – insieme a Carabiniere e Corazziere, agli incrociatori Pola, Zara, Fiume, Gorizia, Trento, Da Barbiano, Alberto di Giussano, Eugenio di Savoia, Duca degli Abruzzi, Attendolo, Montecuccoli ed alle Squadriglie Cacciatorpediniere IX, XIII e XV per un totale di 12 unità – a due convogli per la Libia, che videro in mare complessivamente 10 mercantili, 4 cacciatorpediniere e 12 torpediniere.
Nella sera del 5 ottobre salpò da Taranto per scortare in Libia, insieme alle tre navi della XII Squadriglia, due trasporti (operazione «CV»), ma rientrò in porto in seguito all'avvistamento di navi da battaglia inglesi.
Nella notte dell'11 novembre si trovava a Taranto quando il porto fu attaccato da aerosiluranti britannici: il Lanciere fu tra le navi attaccate, ma non venne colpito.
Nel primo pomeriggio del 26 novembre, al comando del capitano di vascello Carmine D'Arienzo, salpò da Messina insieme ad Ascari e Carabiniere ed alla III Divisione (incrociatori pesanti Trento, Trieste e Bolzano), unendosi poi al resto della squadra italiana che prese parte all'inconclusiva battaglia di Capo Teulada: durante tale scontro, tra le 12.35 e le 12.41 del 27 novembre, fu centrato in rapida successione da tre proiettili da 152 mm dell'incrociatore britannico Southampton, che lo immobilizzarono con gravi danni. Nonostante un attacco da parte di 7 bombardieri, l'equipaggio riuscì, con molti sforzi e giungendo ad alimentare le caldaie con acqua di mare, a rimettere in moto; la nave fu poi presa a rimorchio dall’Ascari e trainata a lento moto a Cagliari con l'assistenza del Carabiniere e la scorta della III Divisione.
Nelle prime ore del 24 maggio 1941 salpò da Messina insieme all’Ascari, al Corazziere ed alla III Divisione incrociatori (Trieste e Bolzano) per fornire scorta indiretta ad un convoglio, in rotta Napoli-Tripoli, composto dai trasporti truppe Conte Rosso, Marco Polo, Esperia e Victoria scortati dal cacciatorpediniere Freccia e dalle torpediniere Pegaso, Procione ed Orione; alle 20.40, però, il Conte Rosso fu silurato dal sommergibile HMS Upholder ed affondò in dieci minuti, portando con sé 1297 uomini; il Lanciere fu distaccato con altre unità per il recupero dei 1432 naufraghi.
Dal 16 al 18 luglio scortò (insieme ai cacciatorpediniere Gioberti, Geniere, Oriani ed alla torpediniera Centauro) un convoglio composto dai trasporti truppe Marco Polo, Neptunia ed Oceania sulla rotta Taranto-Tripoli (vi era anche una scorta indiretta assicurata dagli incrociatori Trieste e Bolzano e dai cacciatorpediniere Carabiniere, Ascari e Corazziere): tutte le navi giunsero a destinazione indenni, evitando anche un attacco del sommergibile HMS Unbeaten diretto contro l’Oceania.
Il 1º settembre fu inviato insieme all’Ascari a scortare a Messina la motonave Francesco Barbaro, appartenente ad un convoglio per Tripoli, danneggiata da un aerosilurante e presa a rimorchio dal cacciatorpediniere Dardo.
Il 23 settembre posò un campo di mine a sudest di Malta insieme alle tre unità della XII Squadriglia, con la scorta di Aviere e Camicia Nera.
Il 24 settembre salpò da Palermo unitamente agli incrociatori leggeri Duca degli Abruzzi ed Attendolo, alla III Divisione (incrociatori pesanti Trento, Trieste e Gorizia), al resto della XII Squadriglia ed alla X Squadriglia Cacciatorpediniere (Maestrale, Grecale e Scirocco) per intercettare un convoglio britannico, senza riuscirci. All'una di notte del 22 marzo 1942, aggregato alla XIII Squadriglia Cacciatorpediniere, lasciò Messina al comando del capitano di fregata Costanzo Casana insieme al resto della squadriglia ed agli incrociatori Trento, Gorizia e Bande Nere. Congiuntasi con il resto della squadra navale italiana, la formazione partecipò quindi alla seconda battaglia della Sirte, nella quale il Lanciere non ebbe un ruolo di rilievo.
Mentre la flotta italiana rientrava, tuttavia, si sviluppò una violenta tempesta. Alle 20.30 il Lanciere iniziò a restare indietro rispetto alle altre navi, ed alle 23.15 dovette ridurre la velocità e mettersi alla cappa. Alle 5.31 fu lanciato un messaggio con il quale si spiegava che la nave sarebbe dovuta rimanere alla cappa per tutto il giorno, ma alle 5.47 il Lanciere comunicò che l'acqua stava allagando i locali macchine poppieri. Inutili i tentativi di soccorso da parte dell'incrociatore Trento e dei cacciatorpediniere Alpino e Geniere: alle 9.58 fu lanciato l'SOS, nel quale si stimava la posizione dell'unità circa 120 miglia ad est di Malta; alle 10.07 dalla nave in agonia partì l'ultimo messaggio («Stiamo affondando. Viva l'Italia. Viva il Re. Viva il Duce»); il Lanciere s'inabissò in posizione 35°35' N e 17°15' E.
Nella tarda serata del 24 marzo la nave ospedale Arno, inviata a soccorrere i superstiti, individuò mediante i proiettori, una dopo l'altra, due zattere con 4 uomini ciascuna; il 25 marzo la nave recuperò un altro naufrago che si trovava solo su di un'altra zattera. Dei 9 naufraghi recuperati dall’Arno uno, il silurista Gino Mondin, spirò poco dopo il salvataggio per paralisi cardiaca. Nella mattina del 26 marzo un idrovolante individuò due zatterini e trasse in salvo altri 7 uomini, gli unici rimasti dei circa settanta che si trovavano originariamente su quelle imbarcazioni.
Complessivamente, su un equipaggio di 242 uomini, sopravvissero solo un ufficiale (il tenente del Corpo del genio navale Gaetano Castello) e 14 sottufficiali e marinai. Alla memoria del comandante Casana fu conferita la Medaglia d'oro al valor militare.

### Comandanti
Capitano di vascello Carlo De Bei (nato a Chioggia il 7 febbraio 1888) (25 marzo 1939 - gennaio 1940)
Capitano di vascello Carmine D'Arienzo (nato a Crotone il 15 gennaio 1897) (gennaio - 28 novembre 1940)
Capitano di fregata Giulio Di Gropello (nato a Pinerolo il 4 luglio 1901) (10 maggio 1941 - gennaio 1942)
Capitano di fregata Costanzo Casana (nato a Genova il 18 gennaio 1900) (+) (24 gennaio - 23 marzo 1942)
Comandante in seconda
Capitano di corvetta Carlo Borello (nato a Napoli il 12 luglio 1908) (+)  (gennaio - 23 marzo 1942)